# Els Boon
Johanna Elisabeth (Els) Boon (Leeuwarden, 14 september 1916 - Bloemendaal, 31 juli 2004) was een verzetsstrijdster tijdens de Tweede Wereldoorlog. Na de oorlog was zij onder meer bestuurslid van Madurodam.

## Afkomst en studie
Els Boon werd in Leeuwarden geboren als dochter van mr Gerard Adolf Boon, advocaat in Leeuwarden en later lid van de Tweede Kamer in Den Haag, en Bep Boon-van der Starp. Els en haar broer Dick gingen in Den Haag naar het lyceum, daarna studeerde zij rechten in Leiden.

## Oorlogsjaren
In Leiden raakte zij betrokken bij het studentenverzet. Zij had contact met Gerrit Kastein, mr. Jan Nauta (hoogleraar), Albert en Vic Swane en Belinde Thöne-Siemens en ontmoette haar latere echtgenoot Jan Glastra van Loon, die in de Raad van Negen zat.

## Na de oorlog
In 1945 en 1946 was zij praeses van de VVSL. In 1947 trouwde zij met Jan Glastra van Loon. Ze woonden kort  in 'De heremiet', een simpel zomerhuisje in de duinen, dat in 1948 door de gemeente afgebroken werd. Ze kregen vier kinderen. Het huwelijk werd in 1972 ontbonden.
Boon werkte als onderzoeksassistente bij de Juridische faculteit van de Universiteit Leiden en was docente aan het Instituut voor Bestuurswetenschappen te Den Haag. In 1958-1959 zat Boon voor de VVD in de Leidse gemeenteraad. Van 1971 tot 1980 werkte ze als vice-directeur van het Netherlands Institute for Advanced Study (NIAS) in Wassenaar. Ze was bestuurslid van de Stichting Studentenhuisvesting en van Madurodam, waar zij in de voetstappen van haar moeder trad. Bep Boon (1884-1959) had in 1952 Madurodam opgericht als commerciële instelling met een charitatief karakter.